# Heroes of Might and Magic: A Strategic Quest
Heroes of Might and Magic: A Strategic Quest je počítačová hra žánru tahové strategie z dílen 3DO. Jedná se o vůbec první hru série Heroes of Might and Magic, která definovala její zaměření, jehož potenciál byl plně rozvinut v následujících dílech.

## Příběh
První díl této série vypráví příběh Lorda Morglina Ironfista, který byl nucen uprchnout s několika málo loajálními vojáky za pomocí magického portálu ze své vlasti, kterou ovládl jeho bratranec Ragnar, jenž zavraždil Ironfistova otce a právoplatného krále.
Po vstupu do portálu se ocitl v podivné, okouzlující a neprobádané zemi zvané Enroth. Nikdo jí však nevládne, ale mají na ní zálusk další tři vladaři: barbar Lord Slayer, královna čarodějek Lamanda a warlock jménem Lord Alamar.
V kampani o deseti mapách Lord Ironfist postupně poráží všechny tři své oponenty a na území Enrothu zakládá vlastní říši, později známou jako Erathie. Hráč může v třech dalších kampaních dovést k vítězství i další tři strany konfliktu, ale dějová návaznost na další díly počítá pouze s vítězstvím Ironfista.

## Herní mechanismus
Heroes of Might and Magic se odehrává ve fantasy světě, obývaném středověkou civilizací a mytickými a pohádkovými tvory. Ti tvoří hrdinovu armádu o počtu nejvýše pěti skupin jednotek a s její pomocí hráči poráží své oponenty. Hrdinové se boje neúčastní přímo, ale poskytují svým vojákům podporu v užívání magie a předávají jim své charakteristiky ze svých vlastností nebo z vlastností artefaktů, čímž je činí silnější než obvykle. Hrdinové s armádou provádí průzkum mapy, svádí bitvy s příšerami a s jinými hrdiny, obsazují města a doly a plní úkoly vedoucí k vítězství na mapě.
Hlavním cílem je většinou dobytí všech nepřátelských her a porážka všech nepřátelských hrdinů. V některých mapách je cíl konkretizován například ve formě nalezení konkrétního artefaktu dříve než soupeř nebo obsazením určitého objektu.
Všechny jednotky a budovy ve městě si hráč kupuje za suroviny, jichž je celkem sedm druhů. Základními surovinami je zlato, dřevo a kamení. Mezi vzácnější suroviny patří krystaly, drahokamy, síra a rtuť. Nejvíce jsou potřeba k výstavbě budov v závěrečných fázích, aby si hráč mohl koupit nejsilnější bojovníky, aby si hráč mohl postavit některé ze silnější nestvůr a bojovníků do své armády, nebo při stavbě kouzelnické věže, kde se hrdinové učí používat svá kouzla.

## Národy
V Heroes of Might and Magic má hráč k dispozici čtyři třídy měst a hrdinů. Každý typ města má své unikátní vlastnosti, přednosti a slabiny.
- Knight – Tento hrdina reprezentuje herní složku moci (might), takže dostává bonusy hlavně do síly a obrany. Naopak sílu kouzel a znalosti spíše potlačuje. V kampaních je velitelem tohoto národa Lord Ironfist. Ve městě může najímat tyto jednotky: Rolník, Lukostřelec, Kopiník, Šermíř, Kavalír a Paladin.
- Barbarian – Tento hrdina také reprezentuje herní složku moci (might). V kampaních je vrchním velitelem barbarů Lord Slayer. Ve městě může najímat tyto jednotky: Goblini, Skřeti, Vlci, Zlobři, Trollové a Kyklopové.
- Sorceress – Tento hrdina reprezentuje herní složku magie (magic), takže získává s dalšími úrovněmi více bodů do síly kouzel a znalostí než do síly a obrany. V kampaních je vede královna Lamanda. Ve městě může najímat tyto jednotky: Víly, Trpaslíci, Elfové, Druidi, Jednorožci a Fénixové.
- Warlock – Tento hrdina také reprezentuje herní složku magie (magic). Jejich vůdcem je warlock Lord Alamar. Ve městě může najímat tyto jednotky: Kentauři, Chrliče, Gryfové, Minotauři, Hydry a Draky.

Kromě výše uvedených jednotek se na mapách vyskytují i neutrální bytosti. Patří mezi ně lupiči, nomádi, duchové a džinové.